# Турбаслинский сельсовет (Иглинский район)
Турбаслинский сельсовет — муниципальное образование в Иглинском районе Башкортостана.

## История
В состав СП Турбаслинский сельсовет входят четыре населенных пункта: село Турбаслы, деревни Старый Юрмаш, Бибахтино, Амитово.
Самое ранее из них-Бибахтино,31 мая 1731 г Уфимский дворянин И.Н.Рожков припустил сроком на 15 лет марийцев.Бибахтино Шемяка Токпаева,Екибая Уразметова и горного татарина Уразая Урусева с товарищами в количестве 7 дворов на вотчинную землю по р. Черючейке.
Здесь недвусмысленно сказано о существующем поселении марийцев.
Деревня Амитово обосновано в 1895 г. Имели 65 дворов, отмечено 355 человек.
Деревня Старый Юрмаш  была основана тептярями  в 1859-1894 г. В 1895 г. 529 тептярей имели 80 дворов. Их стало 779 человек при 160 дворах в 1920 г.
Деревня Новый Юрмаш в конце XX в. По  размерам не уступала коренной деревне.
Деревня Турбаслы известна с начала XX в. В 1920 г. в Турбаслах отмечено 610 тептярей.

## Население
| 2002 | 2009 | 2010 | 2012 | 2013 | 2014 | 2015 |
| ---- | ---- | ---- | ---- | ---- | ---- | ---- |
| 730  | ↗758 | ↗768 | ↘755 | ↗765 | ↗772 | ↗785 |
| 2016 | 2017 | 2018 |      |      |      |      |
| ↗792 | ↘791 | ↗801 |      |      |      |      |

## Состав сельского поселения
| № | Населённый пункт | Тип населённого пункта       | Население |
| - | ---------------- | ---------------------------- | --------- |
| 1 | Турбаслы         | село, административный центр | ↗419      |
| 2 | Бибахтино        | деревня                      | ↗185      |
| 3 | Старый Юрмаш     | деревня                      | ↘127      |
| 4 | Амитово          | деревня                      | ↘37       |